# Ànidros
Ànidros (grec: Άνυδρος) o Amorgopula (Αμοργοπούλα) és una petita illa grega deshabitada del sud-est de les Cíclades. Es troba al nord d'Anafi i a l'est d'Íos.